# Старе Зацише
Старе Зацише (пол. Stare Zacisze) — село в Польщі, у гміні Плоняви-Брамура Маковського повіту Мазовецького воєводства.
Населення — 86 осіб (2011).
У 1975-1998 роках село належало до Остроленцького воєводства.

## Демографія
Демографічна структура станом на 31 березня 2011 року:
|          | Загалом | Допрацездатний вік | Працездатний вік | Постпрацездатний вік |
| -------- | ------- | ------------------ | ---------------- | -------------------- |
| Чоловіки | 44      | 12                 | 29               | 3                    |
| Жінки    | 42      | 12                 | 20               | 10                   |
| Разом    | 86      | 24                 | 49               | 13                   |